# Fulminirajuće zlato
Fulminirajuće zlato je žuta do žuto-narandžasta amorfna heterogena mešavina različitih polimernih jedinjenja pretežno zlata (III), amonijaka i hlora, osetljiva na svetlost i udarce, koja se ne može opisati hemijskom formulom. Ovde „fulminirajući“ ima svoje najstarije značenje, „eksplozivno“ (od latinskog fulmen, munja, od glagola fulgeo, „sijam“); materijal ne sadrži fulminatne jone. Najbolji približni opis je da je proizvod delimične hidrolize:
{\displaystyle {}_{\infty }^{3}{\ce {[Au2(\mu-NH2)(\mu_3-NH)2]Cl}}}.
Prilikom sagorevanja proizvodi ljubičastu paru. Kompleks ima kvadratnu planarnu geometriju molekula sa niskim spinskim stanjem. 
Uopšteno govoreći, najbolje je izbeći slučajno stvaranje ove supstance mešanjem soli zlata(III) hlorida ili hidroksida sa gasom amonijaka ili solima amonijuma, jer je sklona eksploziji čak i pri najmanjem dodiru. 
To je vrlo eksplozivna supstanca koja se koristi u hemijskim istraživanjima i ima potencijalnu primenu u pirotehnici. Fulminirajuće zlato pripada grupi fulminata, koji su generalno poznati po svojoj sposobnosti da detoniraju pod određenim uslovima.
Fulminati su soli fulminične kiseline, a fulminirajuće zlato je jedan od najpoznatijih i najstabilnijih fulminata. Iako se naziva "fulminirajuće", ova supstanca ne sadrži pravo zlato, već je nazvana tako zbog svog izgleda i boje. Fulminirajuće zlato je zapravo kompleksno jedinjenje koje sadrži zlatne jone, ugljenik, azot i kiseonik.

## Istorija
Fulminirajuće zlato je bio prvi poznati eksploziv i zabeležen je u zapadnoj alhemiji još 1585. Sebald Švercer je prvi izolovao ovo jedinjenje i komentarisao njegove karakteristike u svojoj knjizi Chrisopoeia Schvaertzeriana. Švercerova proizvodnja zahtevala je rastvaranje uzorka zlata u carskoj vodici, dodavanje amonijum hlorida u zasićeni rastvor i taloženje rastvora kroz olovne sfere i sušenje nad uljem kamenca.  Hemičari 16. i 17. veka bili su veoma zainteresovani za novinu eksplozivnog jedinjenja zlata, i mnogi hemičari tog doba su povređeni prilikom njegove detonacije. Jakob Bercelijus, vodeći hemičar ranog 19. veka, bio je jedna takva osoba. U ruci mu je eksplodirala čaša, oštetivši njegove oči.  Tek Johan Rudolf Glauber u 17. veku je počeo da ima primenu blistavog zlata. Koristio je ljubičaste pare nakon detonacije da obloži predmete u zlatu.  Kasnije je korišćen u fotografiji zbog svoje prirode osetljivosti na svetlost. 
U 18. i 19. veku nastavljen je rad na pronalaženju hemijske formule za fulminaciju zlata. Karl Vilhelm Šele je pronašao i dokazao da je amonijak bio ono što je pokretalo formiranje kompleksa i da je pri detonaciji nastao gas prvenstveno gas azota. Jean Baptiste Dumas je otišao dalje i otkrio da pored zlata i azota, u plamenom zlatu ima i vodonika i hlora. Zatim je razložio mleveni uzorak sa bakar(II) oksidom da bi otkrio da je to so sa amonijum katjonom i zlatnim azotnim kompleksom kao anjonom. Ernst Vajc je nastavio da proučava jedinjenje uz pomoć najsavremenijih tehnika i zaključio da je blistavo zlato mešavina "diamido-imido-aurihlorida" i {\displaystyle {\ce {2Au(OH)3.3NH3}}}. Uspeo je da ignoriše lošu rastvorljivost kompleksa u većini rastvarača, ali je primetio da se on lako rastvara u vodenom sistemu zlata(III), amonijaka i hlorida. Njegov zaključak o formuli pokazao se netačnim, ali je ponudio poštenu procenu od koje bi kasniji naučnici mogli da pronađu rešenje.
Sinteza fulminirajućeg zlata obično uključuje tretiranje zlatnih soli, kao što je zlatni hlorid, sa rastvorom fulminatne kiseline. Proces je veoma opasan zbog visoke reaktivnosti i eksplozivnosti proizvedenog jedinjenja.

## Aktuelno znanje
Zbog velikog interesovanja za proučavanje blistavog zlata u ranoj i srednjoj eri hemije, postoji mnogo načina da se sintetiše.  Ne daju svi putevi sinteze isti proizvod. Prema Steinhauser et al. i Ernst Veitz, veoma homogen uzorak može se dobiti hidrolizom od {\displaystyle {\ce {[Au(NH3)4](NO3)3}}}with {\displaystyle {\ce {Cl^-}}}. Takođe su primetili da različiti sintetički putevi, kao i korišćenje različite količine amonijaka pri taloženju proizvoda, dovode do različitih odnosa Au, N, H i Cl. Zbog svojih fizičkih i hemijskih svojstava, fulminirajuće zlato ne može se kristalisati normalnim metodama, što otežava određivanje kristalne strukture. Iz opsežnih pokušaja kristalizacije Steinhausera et al. i vibracionom spektroskopijom, zaključeno je da je fulminirajuće zlato amorfna mešavina polimernih jedinjenja koja su povezana preko μ-NH2 and μ3-NH mostova. Takođe je otkriveno da je fulminirajuće zlato takođe vrlo slabo rastvorljivo u acetonitrilu i dimetilformamidu. 
Nedavne EKSAFS (proširene X-Ray Absorption Fine Structure) analize koje je uradio Joannis Psilitelis su pokazale da je fulminirajuće zlato kvadratni planarni tetraamingold(III) katjon sa četiri ili jednim atomom zlata u drugoj koordinacionoj sferi. Ova geometrija je podržana dijamagnetnim karakterom blistavog zlata. Since it has a d8 elektrona i dijamagnetna je, mora imati kvadratnu ravan geometriju.  Takođe je poznato da je neobična boja dima uzrokovana prisustvom heterogenih nanočestica zlata. 

## Opšta svojstva
- Boja: žuta do žuto-narandžasta
- Stanje: amorfno (nema kristalnu strukturu)
- Hemijska formula: nema jedinstvenu formulu, već je smeša različitih polimera
- Osjetljivost: veoma osjetljivo na udarce, toplotu i svetlost.

## Hemijske osobine
Fulminirajuće zlato je poznato po svojoj sposobnosti da veoma lako detonira, što je rezultat njegove molekularne strukture. Jedinjenje sadrži zlatne atome koji su povezani sa fulminatnim grupama (negativno naelektrisane jone koje sadrže azot i kiseonik). Ove grupe su izuzetno nestabilne i mogu da oslobode veliku količinu energije kada dođe do njihove dekompozicije.

## Fizička svojstva
Svetlo zlato je samo slabo rastvorljivo u većini rastvarača, dok je lako rastvorljivo u vodenom sistemu zlata (III), amonijaka i hlorida.
Eksplozija proizvodi ljubičasti dim. Istraživači sa Univerziteta u Bristolu su 2023. uspeli da dokažu da je boja uzrokovana sfernim zlatnim nanočesticama. 

## Korišćenje i primena
Zbog eksplozivne sklonosti ovog jedinjenja, industrijske tehnike za ekstrakciju i prečišćavanje zlatnih jedinjenja su veoma retke. Postojala je nova ekstrakcija plemenitih metala biogasom iz otpadne elektronike koja je funkcionisala veoma dobro, ali stvaranje plamenog zlata i drugih amina plemenitih metala ograničava njegovu široku upotrebu.  Međutim, postoje patenti i metode koje koriste fulminirajuće zlato kao intermedijer u procesu pretvaranja zlata niske čistoće u zlato visoke čistoće za elektroniku. 
Iako je njegova praktična primena ograničena zbog opasnosti koje nosi, fulminirajuće zlato ima nekoliko potencijalnih primena. U pirotehničkoj industriji, može se koristiti za proizvodnju detonatora i inicijatora za eksplozive zbog svoje sposobnosti da proizvede brzu i snažnu detonaciju. Takođe, u hemijskim istraživanjima, koristi se u malim količinama za proučavanje eksplozivnih reakcija i svojstava fulminata.

## Bezbednost
Svetlo zlato je izuzetno reaktivno i treba izbegavati da ova supstanca nastaje čak i slučajno mešanjem soli hlorida ili hidroksida zlata sa amonijakom ili solima amonijuma, jer je eksplozivna i pri najmanjem kontaktu. Precipitati ne bi trebalo da dođu u kontakt sa vodom ili rastvorom amonijaka. Slučajno nastali kompleksi zlata(III) sa amonijakom ne smeju se potpuno sušiti i suve materije treba zaštititi od trenja i udara. Bezbedno odlaganje se može postići razblaživanjem hlorovodoničnom kiselinom. 
Zbog svoje ekstremne nestabilnosti i tendencije da lako eksplodira, rukovanje fulminirajućim zlatom zahteva izuzetne mere opreza. Laboratorije koje se bave ovim jedinjenjem moraju da imaju specijalizovanu opremu i stroge protokole za rukovanje kako bi se izbegle nesreće.

## Zaključak
Fulminirajuće zlato je fascinantno, ali izuzetno opasno jedinjenje. Njegova nestabilnost i eksplozivna priroda čine ga predmetom posebnog interesovanja u nauci o materijalima i pirotehnici, ali isto tako zahtevaju rigorozne mere bezbednosti prilikom rukovanja.

## Literatura
- Georg Steinhauser, Jürgen Evers, Stefanie Jakob, Thomas M. Klapötke, Gilbert Oehlinger (2008), „A review on fulminating gold (Knallgold)” (PDF), Gold Bulletin (на језику: немачки) (41), pp. 305–317, ISSN 2364-821X, doi:10.1007/BF03214888, Format: PDF

## Spoljašnje veze
- Das Gold, das kracht, Science ORF, 17. Februar 2009